# 贝赫阿
贝赫阿（Behea），是印度比哈尔邦Bhojpur县的一个城镇。总人口20809（2001年）。

## 人口
该地2001年总人口20809人，其中男性11112人，女性9697人；0—6岁人口3558人，其中男1802人，女1756人；识字率59.18%，其中男性为65.61%，女性为51.81%。